# Clay Johnson
Clayton H. "Clay" Johnson (Yazoo City, Misisipi, 18 de julio de 1956) es un exjugador de baloncesto estadounidense que disputó tres temporadas en la NBA, además de jugar en la CBA. Con 1,93 metros de estatura, lo hacía en la posición de base.

## Trayectoria deportiva

### Universidad
Jugó durante dos temporadas con los Tigers de la Universidad de Misuri, en las que promedió 15,2 puntos y 7,8 rebotes por partido.

### Profesional
Fue elegido en el puesto 110 del Draft de la NBA de 1978 por Portland Trail Blazers, pero fue cortado antes del comienzo de la temporada. Jugó 3 años en la CBA antes de fichar poco antes del final de la temporada 1981-82 como agente libre por Los Angeles Lakers, donde tuvo la suerte de engancharse a un equipo en el que dio minutos de descanso a Magic Johnson, pero que también contaba con Kareem Abdul-Jabbar, Michael Cooper o Norm Nixon. Esa temporada lograron el anillo de campeones de la NBA, colaborando con 3,6 puntos y 1,7 rebotes por partido.
Al año siguiente volvieron a llegar a las Finales, pero fueron barridos por los Sixers de Julius Erving. Johnson promedió 3,0 puntos y 1,4 rebotes por partido. Tras ser despedido por los Lakers, fichó la temporada siguiente por Seattle Supersonics, pero la competencia para jugar en su puesto, con Gus Williams, Charles Bradley o Fred Brown como bazas principales, le hicieron jugar únicamente en 25 partidos, en los que promedió 2,2 puntos.
Acabó su carrera jugando una temporada en los Kansas City Sizzlers de la CBA.

## Estadísticas de su carrera en la NBA

### Temporada regular
| Temporada | Edad | Equipo              | Liga | P  | TIT | MIN | TC  | TCA | %TC  | 3P  | 3PA | %3P   | TL  | TLA | %TL  | R.OF. | R.DEF. | REB | ASIS | ROB | TAP | PER | FP  | PTS |
| 1981-82   | 25   | Los Angeles Lakers  | NBA  | 7  | 0   | 9.3 | 1.6 | 2.9 | .550 | 0.0 | 0.0 |       | 0.4 | 0.9 | .500 | 1.1   | 0.6    | 1.7 | 1.0  | 0.4 | 0.4 | 1.0 | 1.9 | 3.6 |
| 1982-83   | 26   | Los Angeles Lakers  | NBA  | 48 | 0   | 9.3 | 1.1 | 2.8 | .393 | 0.0 | 0.0 | .000  | 0.8 | 1.0 | .792 | 0.8   | 0.6    | 1.4 | 0.5  | 0.5 | 0.1 | 0.5 | 1.3 | 3.0 |
| 1983-84   | 27   | Seattle Supersonics | NBA  | 25 | 0   | 7.0 | 0.8 | 2.0 | .400 | 0.0 | 0.0 | 1.000 | 0.6 | 0.9 | .636 | 0.2   | 0.2    | 0.5 | 0.6  | 0.3 | 0.1 | 0.5 | 1.0 | 2.2 |
| Total     |      |                     | NBA  | 80 | 0   | 8.6 | 1.1 | 2.6 | .410 | 0.0 | 0.0 | .333  | 0.7 | 1.0 | .724 | 0.7   | 0.5    | 1.2 | 0.6  | 0.4 | 0.1 | 0.6 | 1.2 | 2.8 |

### Playoffs
| Temporada | Edad | Equipo              | Liga | P  | MIN | TCA | TC | 3PA | 3P | TLA | TL | R.OF. | REB | ASIS | ROB | TAP | PER | FP | PTS | %TC  | %3P  | %FT   | MIN | PTS | REB | AST |
| 1981-82   | 25   | Los Angeles Lakers  | NBA  | 7  | 38  | 5   | 9  | 0   | 0  | 2   | 2  | 1     | 3   | 1    | 1   | 0   | 1   | 6  | 12  | .556 |      | 1.000 | 5.4 | 1.7 | 0.4 | 0.1 |
| 1982-83   | 26   | Los Angeles Lakers  | NBA  | 7  | 20  | 4   | 7  | 0   | 1  | 0   | 0  | 2     | 4   | 1    | 1   | 0   | 1   | 3  | 8   | .571 | .000 |       | 2.9 | 1.1 | 0.6 | 0.1 |
| 1983-84   | 27   | Seattle Supersonics | NBA  | 3  | 9   | 2   | 4  | 0   | 1  | 0   | 0  | 1     | 1   | 1    | 1   | 0   | 0   | 3  | 4   | .500 | .000 |       | 3.0 | 1.3 | 0.3 | 0.3 |
| Total     |      |                     | NBA  | 17 | 67  | 11  | 20 | 0   | 2  | 2   | 2  | 4     | 8   | 3    | 3   | 0   | 2   | 12 | 24  | .550 | .000 | 1.000 | 3.9 | 1.4 | 0.5 | 0.2 |